# Marianus Königsperger
Marianus Königsperger   (Roding, 4 de desembre de 1708 - Ratisbona, 9 d'octubre de 1769) va ser un compositor, organista i clergue catòlic alemany.
El pare de Marianus Königsperger era el fagot i fabricant de flautes Andreas Königsperger (1671–1752); El germà gran de Marianus, Johann Wolfgang, i el seu nebot també eren actius com a fabricants d'instruments de vent de fusta i torners. Marianus va entrar a l'abadia benedictina de Prüfunging com a cor i va rebre la seva formació científica i musical aquí; El seu talent musical va resultar tan gran que va deixar els estudis de teologia en favor de la música. Després d'incorporar-se a l'orde benedictí (vots religiosos el 25 de març de 1734) es va convertir en organista i mestre de capella d'aquesta abadia el mateix any i va romandre un frater dels benedictins al llarg de la seva vida. Quan va ingressar a l'ordre, havia renunciat al seu cognom de solter Johann Erhard i havia pres el nom de Marianus. Una formació exhaustiva en el joc d'orgue i les seves primeres obres per al teatre de l'església i l'escola el van portar des del 1733, i cada vegada més des del 1748, a l'editorial Lotter d'Augsburg. El seu propietari suposadament va anunciar més tard "que només devia la base de la seva prosperitat a Königsperger" (l'abat Rupert Kornmann en una publicació de F. J. Lipowsky 1811). Els 32 grans volums de música publicats per Königsperger van conduir a un considerable mèrit del compositor, que va beneficiar la promoció de la ciència i la música al monestir. D'aquesta manera, no només va poder finançar la construcció d'un nou orgue del cor, sinó que també va millorar l'orgue principal del monestir i va comprar llibres per a l'abadia i material escolar per als seus confrares.

## Importància
La importància musical i cultural de la música eclesial figurativa de Königsperger s'estenia molt més enllà de Baviera oriental i s'estenia a tota la zona d'Europa central i oriental. L'abat Rupert Kornmann (1757-1817) de Checking va dir:
| « | <"És indiscutible que les composicions de Königsperger s'han convertit en el vehicle per a la difusió de la música eclesiàstica fins als pobles més petits".> | » |

 El mateix Königsperger defensava el principi que un llapis d'església és aquell que toca la ment interiorment a través de les orelles, les mou a la devoció i les incita a l'ull de la pregària (del prefaci a l'op. 23, 1764). A partir del coneixement de les diverses preferències dels seus oients, el compositor va obtenir la justificació de la diversitat de la seva música eclesiàstica creant abundants contrastos i simplement evitant "composicions massa lliures i semblants a la dansa". D'aquesta manera, la seva obra va des de petites composicions rurals fins a grans misses solemnes en un estil mixt polifònic-homofònic, a l'orgue treballa des de preàmbuls enriquits cromàticament i fugues d'orgues acuradament elaborades fins a sonates d'església i (epístola) simfonies, incloses la litúrgica, ària en solitari gratuïta fins al fugal i representada figurativament al voltant del moviment coral, que servia de portador de la paraula litúrgica. La popularitat del compositor no només va ser generalitzada, sinó que també va durar molt de temps: l'últim catàleg de música impresa de l'editorial Lotter del 1820 va interpretar la seva Missa pastoritia, en un moment en què la música eclesiàstica dels seus contemporanis ja feia temps que havia deixat d'imprimir-se.
Königsperger es trobava a una distància crítica de la música que en aquella època era tradicional, com ara B. de Johann Melchior Gletle (1626–1683), Johann Caspar von Kerll (1627–1693), Giovanni Battista Bassani (1647–1716), Kaspar Schollenberger (1653–1735), Benedikt Anton Aufschnaiter (1665–1742) i Christoph Stoltzenberg (1690–1764) i va criticar "les misses una mica justes escrites […] que eren seques i incòmodes" (des del pròleg fins a l'op. 25, 1767), però tenien una relació més positiva amb el "gust dominant de la música dels francòfons cantó de Suïssa, els seus deliciosos afectes afalaguen l'audiència d'avui". Va donar el màxim reconeixement a les obres del premonstratenc sueu superior Isfrid Kayser (1712–1771) i dels compositors bohemis Franz Xaver Brixi (1732–1771) i Jan Zach (1713–1773). Ell mateix es pot comptar entre els mestres destacats de la línia de compositors de monestirs del sud d'Alemanya.